# Middleman
Middleman is de dertiende aflevering van het elfde seizoen van de televisieserie ER, die voor het eerst werd uitgezonden op 3 februari 2005.

## Verhaal
Dr. Kovac behandelt een man die op zijn werk is neergeschoten. Dr. Kovac en dr. Dubenko krijgen een meningsverschil over de mogelijke inwendige verwondingen, dr. Kovac besluit een aantal onderzoeken uit te voeren om zijn theorie te testen. Later blijkt dat hij bij het juiste eind had, hij kijkt wel vreemd op als de patiënt meldt dat hij de beste dag tot nu toe heeft meegemaakt.
Dr. Pratt krijgt een jongen als patiënt met een snee op zijn borst, ondanks protesten van Meade ontslaat hij de jongen toch uit het ziekenhuis. Later wordt de jongen weer binnengebracht en sterft aan zijn verwondingen. Hij beseft dat als hij Meade de jongen verder had laten onderzoeken hij misschien nog geleefd had. 
Scanlon probeert dr. Lockhart te overtuigen om met hem uit te gaan, hij wisselt zelfs van leraar. 
Dr. Lewis probeert nieuwe medicijnfabrikanten als sponsor binnen te krijgen, nadat dr. Carter ervoor heeft gezorgd dat een grote sponsor de geldkraan dichtdraaide. 

## Rolverdeling

### Hoofdrollen
- Noah Wyle - Dr. John Carter
- Maura Tierney - Dr. Abby Lockhart
- Goran Višnjić - Dr. Luka Kovac
- Mekhi Phifer - Dr. Gregory Pratt
- Sherry Stringfield - Dr. Susan Lewis
- Parminder Nagra - Dr. Neela Rasgrota
- Shane West - Dr. Ray Barnett
- Leland Orser - Dr. Lucien Dubenko
- Scott Grimes - Dr. Archie Morris
- Linda Cardellini - verpleegster Samantha 'Sam' Taggart
- Laura Cerón - verpleegster Chuny Marquez
- Yvette Freeman - verpleegster Haleh Adams
- Bellina Logan - verpleegster Kit
- Montae Russell - ambulancemedewerker Dwight Zadro
- Lyn Alicia Henderson - ambulancemedewerker Pamela Olbes
- Eion Bailey - Jake Scanlon
- Mädchen Amick - Wendall Meade
- Sara Gilbert - Jane Figler

### Gastrollen (selectie)
- Eddie Jemison - Lysander Martin
- Cathryn de Prume - Andrea Bryson
- Tyler Neitzel - Casey Bryson
- Tracy Howe - Gary Bryson
- Femi Emiola - Lena
- Veronica Redd - Gertie McDow
- Jerad Anderson - Dan
- John Carter Brown - Ivan
- Frank Clem - Turner